# Pimph
Pimph is een historisch merk van motorfietsen.
De bedrijfsnaam was: Pimph motorrad GmbH, Düsseldorf.
Pimph was een kleine Duitse producent van 498cc-eencilinder zij- en kopkleppers met inbouwmotoren van JAP en MAG.
De productie begon in 1924, juist toen in Duitsland honderden kleine motorfietsmerken ontstonden. De overlevingskans voor een dergelijk merk was dan ook klein, niet alleen door de concurrentie van de kleinere merken, maar in het duurdere segment waarin Pimph zich begaf ook van grote merken zoals BMW, dat juist in 1923 haar R 32 had uitgebracht. In 1925 verdwenen al ruim 150 kleine merken van de Duitse markt, maar Pimph hield het vol tot 1926.